# Niketas Scholarios
Niketas Scholarios (mittelgriechisch Νικήτας Σχολάριος; † 1361 in Trapezunt) war ein General im Kaiserreich Trapezunt.

## Leben
Niketas war eine führende Persönlichkeit im Bürgerkrieg, der das Kaiserreich Trapezunt nach der Ermordung des Kaisers Basileios Komnenos im April 1340 erschütterte. Er bekämpfte die Hofpartei von Irene Palaiologina, die mit Unterstützung der Adelsfamilie der Amytzantarantoi die Macht in Trapezunt an sich gerissen hatte, war aber schließlich gezwungen, zusammen mit Gregorios Meitzomates nach Konstantinopel zu fliehen. Dort überredeten sie Michael Komnenos, den jüngeren Bruder des 1330 gestorbenen Johannes II., nach Trapezunt zurückzukehren, Irene zu heiraten und die Herrschaft zu übernehmen. Niketas und Michael erreichten Trapezunt mit drei Schiffen am 30. Juli 1341. Dort jedoch war Irene Palaiologina drei Wochen zuvor von Michaels Nichte Anna Anachutlu Komnene verdrängt worden, die nun zugunsten ihres Onkels auf den Thron verzichten musste. Michael wiederum wurde noch am Tag seiner Krönung von Anhängern Annas verhaftet, die wieder die Herrschaft übernahm. 
Niketas wollte die erneute Übernahme des Throns durch Anna nicht hinnehmen. Er begab sich daher 1342 wieder nach Konstantinopel und überzeugte den dort verbliebenen Sohn Michaels, Johannes Komnenos, selbst die Machtergreifung in Trapezunt zu versuchen. Johannes segelte mit nur fünf Schiffen, von denen drei mit genuesischen Söldnern bemannt waren, nach Trapezunt. Dort angekommen gelang es seinen Männern, die Stadt nach einem kurzen, schweren Kampf am 4. September 1342 einzunehmen. Danach ließ sich Johannes zum Kaiser krönen, seine Vorgängerin Anna erdrosseln und deren Anhänger hinrichten.
Johannes erwies sich jedoch bald als schwacher Herrscher, der sich nur seinen Vergnügungen hingab und im Luxus schwelgte. Hinzu kam, dass er keinerlei Interesse daran zeigte, seinen Vater Michael, der in Limnia gefangen gehalten wurde, zu befreien. 1344 marschierte der mit der Situation unzufriedene Niketas mit einigen Männern dorthin, wo ihm die Befreiung Michaels gelang. Zusammen mit diesem kehrte er nach Trapezunt zurück. Bei ihrer Ankunft in der Stadt wurde Johannes abgesetzt und Michael erneut zum Kaiser erhoben. Niketas wurde für seine Loyalität mit der Beförderung zum Megas Dux belohnt, und auch seine Verwandten und Parteigänger erhielten einflussreiche Posten im Regierungsapparat.
Gegen die Machtfülle der Scholarioi erhob sich im November 1345 ein Volksaufstand, in dessen Verlauf Niketas ebenso gefangen genommen und eingekerkert wurde wie Meitzomates und andere seiner Verbündeten. Der altersschwache Kaiser Michael ließ Niketas jedoch wieder frei und setzte ihn erneut als Megas Dux ein. Um seine Position zu festigen, nahm Niketas die Tochter des Palastaufsehers Michael Sampson zur Frau. 
Am 22. Dezember 1349 setzte Niketas Kaiser Michael ab und hob an seiner Stelle Johannes, den jungen Sohn des Basileios, unter dem Namen Alexios III. auf den Thron. Ab diesem Zeitpunkt jedoch begann seine Macht zu bröckeln. Nach zwischenzeitlicher Haft und erneuter Rehabilitation (1352) war der Megas Dux schließlich 1354 gezwungen, nach Kerasunt zu fliehen. Von dort führte er im März 1355 eine Flotte gegen Trapezunt, um Alexios III. zu stürzen, doch reagierte der Kaiser mit einem Gegenangriff und ließ Kerasunt von seiner eigenen Marine besetzen. Niketas konnte sich noch bis Oktober 1355 auf der Festung Kenchrina halten.
Den Rest seines Lebens verbrachte Niketas in ehrenvoller Haft in Trapezunt. Nach seinem Tod 1361 erwies ihm Alexios III. im weißen Trauergewand die letzte Ehre.